# جاني لوال
جاني لوال (بالإنجليزية: Gani Lawal)‏ مواليد 7 نوفمبر 1988 في كوليج بارك، هو لاعب كرة سلة نيجيري بدأ مسيرته الاحترافية في سنة 2010 حيث تم اختياره من قبل فريق فينيكس صنز خلال الدرافت، يلعب مع فريق النادي الأهلي كلاعب وسط. يبلغ طوله 6 قدم 9 بوصة (2.1 م).

## فرق لعب لها
- فينيكس صنز
- سنجان فلاينج تايجرز
- فيرتوس روما
- أولمبيا ميلانو
- طرابزون سبور لكرة السلة

## روابط خارجية
- جاني لوال على موقع الاتحاد الدولي لكرة السلة (الإنجليزية)
- جاني لوال على موقع الدوري الأوروبي لكرة السلة (الإنجليزية)
- جاني لوال على موقع إن بي أي (الإنجليزية)
- جاني لوال على موقع دوري كرة السلة الياباني للمحترفين (اليابانية)
- جاني لوال على موقع سبورتس رفرنس (الإنجليزية)
- جاني لوال على موقع كرة السلة الأوروبية.كوم (الإنجليزية)
- جاني لوال على موقع DraftExpress.com (الإنجليزية)
- جاني لوال على موقع كلية كرة السلة في سبورتس رفرنس.كوم (الإنجليزية)
- جاني لوال على موقع ريلجم (الإنجليزية)
- جاني لوال على موقع بروبوليرز (الإنجليزية)